# Motohiro Yamaguchi
Motohiro Yamaguchi (Takasaki, Prefectura de Gunma, Japó, 29 de gener de 1969) és un exfutbolista i entrenador japonès que va disputar 58 partits amb la selecció japonesa.